# Margrethe Eleonore von Schweinitz und Krain
Margrethe Eleonore rigsfriherreinde von Schweinitz und Krain (1736-1803) var en tysk adelsdame.
Hun ægtede 9. september 1763 Hans Caspar greve von Bothmer. Hun modtog i 1767 Ordenen de l'union parfaite.